# کانزاس‌سیتی (میزوری)
کانزاس سیتی (به انگلیسی: Kansas City) یکی از شهرهای ایالت میزوری در ایالات متحده آمریکا است. این شهر که «کانزاس‌سیتی، میزوری» نیز خوانده می‌شود، به همراه همسایه غربی خود کانزاس‌سیتی، کانزاس، ابرشهر کانزاس‌سیتی بزرگ را که در مرز دو ایالت میزوری و کانزاس واقع است، تشکیل می‌دهند.

## جغرافیا
شهر کانزاس سیتی بر سر نقطه تلاقی دو رود رودخانه میزوری و رودخانه کانزاس قرار دارد. خاصیت بارز این شهر وسعت بسیار زیاد آن است بطوریکه یکی از ده شهر وسیع آمریکا می‌باشد.

## اقتصاد
نزدیک به ۶۰ شرکت بزرگ آمریکایی در این شهر قرار دارند و بانک فدرال رزرو کانزاس سیتی یکی از ۱۲ شعبهٔ فدرال رزرو ایالات متحده آمریکا است و در این شهر قرار دارد.
شرکت‌های بوشنل (اپتیک)، ۳۶۰ آرکیتکچر، پاپولوس، هالمارک کاردز، گارمین، American Century Companies، سینمای AMC، شرکت نرم‌افزاری سرنر، شرکت محاسبات آماری اچ اند آر بلاک، و اسپرینت نکستل (سومین کمپانی بزرگ مخابراتی آمریکا) از شرکتهای بزرگ آمریکایی هستند که در کانزاس سیتی مرکزیت دارند.
مرتفع‌ترین برج شهر (و ایالت) برج اداری وان کانزاس سیتی پلیس نام دارد.
فورد سری-اف، شورلت ملیبو و بیوک لاکراس در این شهر ساخته می‌شوند.
بزرگترین مراکز استخدامی در شهر (بخش میزوری) در سال ۲۰۱۷ عبارت بودند از:
| رتبه | سازمان یا شرکت                  | بخش صنعت                               | تعداد کارکنان |
| ---- | ------------------------------- | -------------------------------------- | ------------- |
| ۱    | دولت فدرال آمریکا               | دولت فدرال آمریکا                      | ۱۵۹۳۹         |
| ۲    | سرنر                            | شرکت محاسبات آماری و نرم‌افزار کامپیوتر | ۱۴۴۴۴         |
| ۳    | HCA Midwest Health System       | شرکت زنجیره ای بیمارستانی              | ۹۹۲۴          |
| ۴    | بیمارستان کودکان مرسی           | بیمارستان تخصصی غیرانتفاعی             | ۶۶۹۶          |
| ۵    | هالمارک کاردز                   | شرکت خصوصی کارتهای تبریک               | ۵۱۶۶          |
| ۶    | DST Systems, Inc                | شرکت سیستمهای پردازشی                  | ۴۹۹۰          |
| ۷    | خدمات درآمد داخلی (IRS)         | اداره مالیات فدرال                     | ۴۶۰۰          |
| ۸    | شهرداری و مراکز وابسته          | شهرداری و مراکز وابسته                 | ۴۵۰۰          |
| ۹    | مرکز پزشکی ترومن                | بیمارستان عمومی                        | ۳۲۲۵          |
| ۱۰   | بیمارستان سنت لوک (کانزاس سیتی) | بیمارستان عمومی                        | ۳۱۹۵          |
| ۱۱   | دانشگاه میزوری در کانزاس‌سیتی    | آموزش عالی                             | ۳۱۳۴          |
| ۱۲   | Honeywell FM&T                  | قطعات و تجهیزات الکترونیکی             | ۳۰۰۰          |
| ۱۳   | Black & Veatch                  | شرکت مهندسی                            | ۲۹۸۸          |
| ۱۴   | ای‌تی اند تی                     | شرکت مخابرات                           | ۲۷۷۲          |
| ۱۵   | Burns & McDonnell               | شرکت مهندسی                            | ۲۶۷۳          |

## سیاست
قسمت میزوری کانزاس سیتی بزرگ در حوزه انتخابیه پنجم میزوری قرار دارد و در مجلس نمایندگان آمریکا توسط امانوئل کلیور (دموکرات) نمایندگی می‌شود. این قسمت از شهر غالباً در کنترل دموکراتها بوده‌است. بر عکس قسمت کانزاس شهر توسط کوین یودر از حوزه انتخابیه سوم کانزاس و نیز لین جنکینز از حوزه انتخابیه دوم کانزاس نمایندگی می‌شود.

## مراکز گردشگری
باغ وحش کانزاس سیتی یکی از مراکز گردشگری مجهز امریکاست. از مراکز معروف فرهنگی شهر می‌توان موزه هنر نلسون اتکینز و یادبود آزادی را نام برد. کانزاس سیتی بزرگ پارک‌ها و دریاچه‌های متعددی دارد. از آن جمله می‌توان دریاچه بلو اسپرینگز و دریاچه جاکومو را نام برد که در حوزه پارک فلمینگ قرار دارند.

## آب و هوا

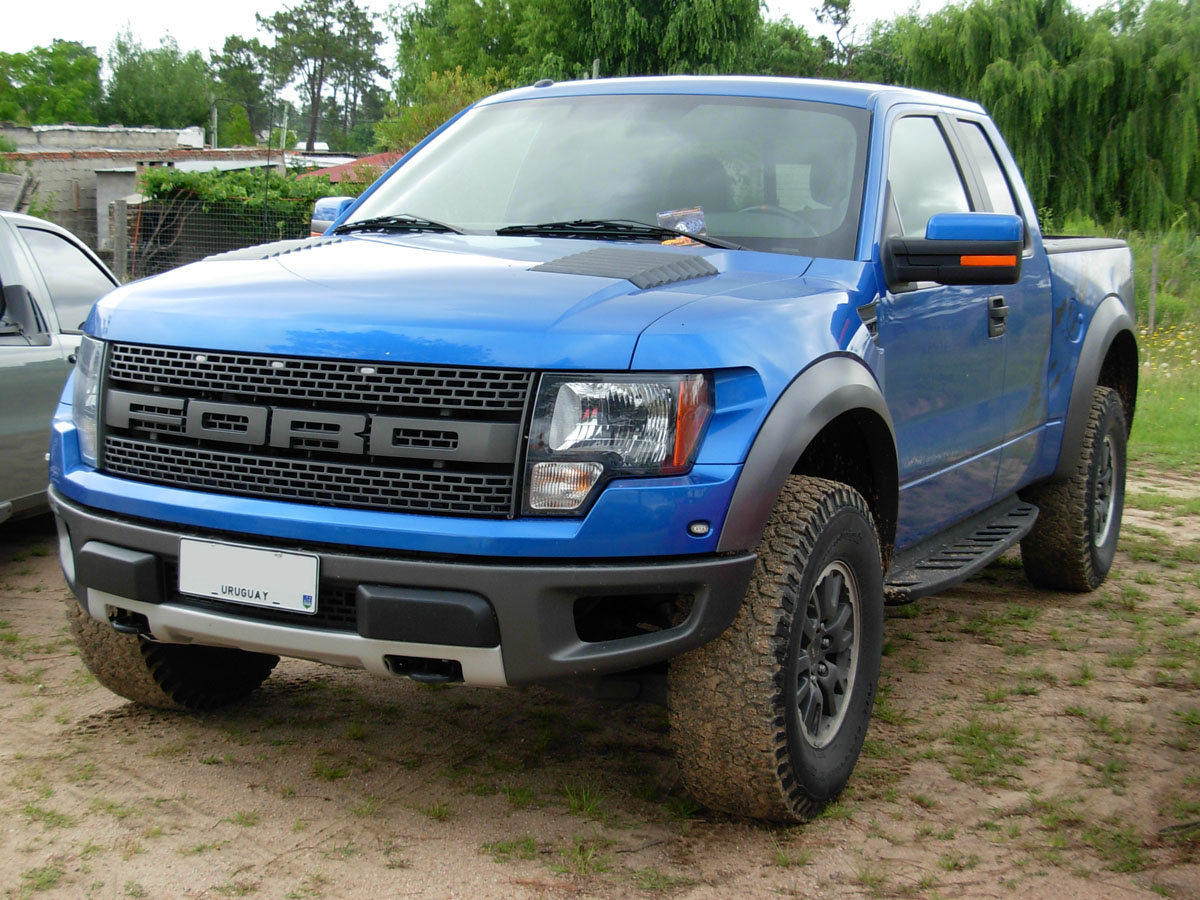
فورد سری-اف مدل اف-۱۵۰ ساخت کانزاس سیتی است

## شهرهای خواهرخوانده
- سبیا - اسپانیا
- کوراشیکی - ژاپن

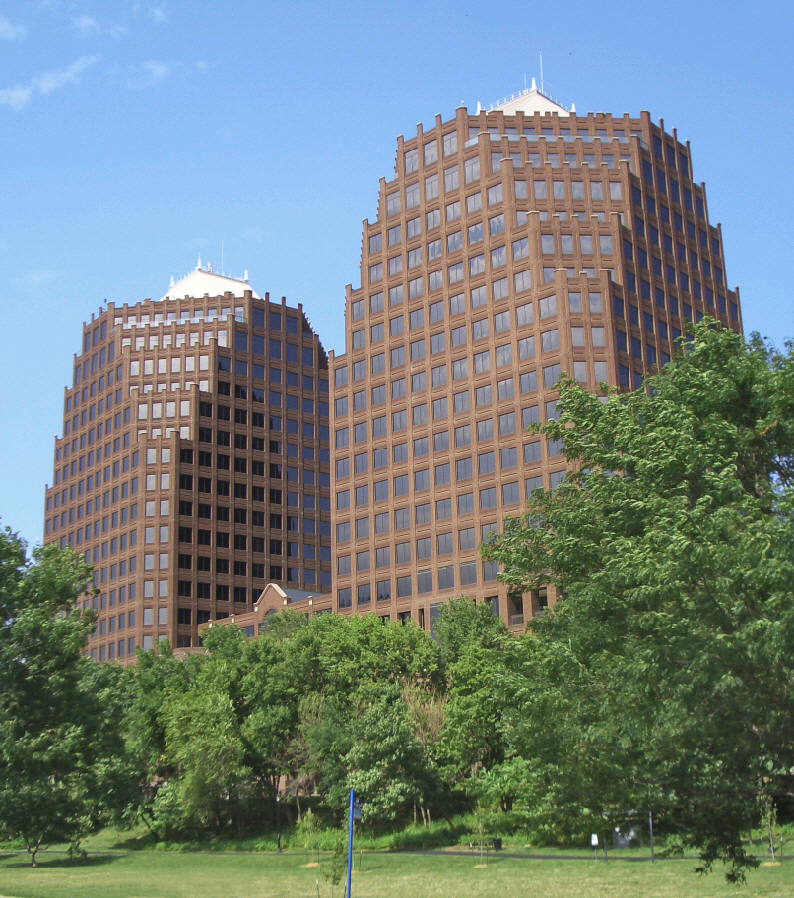
برجهای شرکت American Century Companies

- مورلیا، میچوآکان - مکزیک
- فری‌تاون - سیرالئون
- تاینان - تایوان
- شی‌آن - چین
- گوادالاخارا - مکزیک
- هانوفر - آلمان
- پورت هارکورت - نیجریه
- آروشا - تانزانیا
- سن نیکولاس د لوس گارزا - مکزیک
- رمله - اسرائیل
- مس - فرانسه
- کاتماندو - نپال

## ورزش
در لیگ ان اف ال تیم کانزاس سیتی چیفس در این شهر قرار دارد که هر فصل در ورزشگاه اروهد میزبان تیمهای میهمان است. دیگر تیم محبوب شهر تیم بیسبال کانزاس‌سیتی رویالز است که در مسابقات سراسری لیگ ملی بیسبال شرکت می‌کند و در سال ۲۰۱۵ قهرمان لیگ برتر بیس‌بال آمریکا گردید.

### فوتبال
اف سی کانزاس سیتی قهرمان لیگ ملی فوتبال زنان فصل ۲۰۱۴–۲۰۱۵ آمریکا است. در مردان نیز اسپورتینگ کانزاس سیتی در ورزشگاه اسپورتینگ پارک از این شهر است که قهرمان فصل ۲۰۱۳–۲۰۱۴ کشور است.

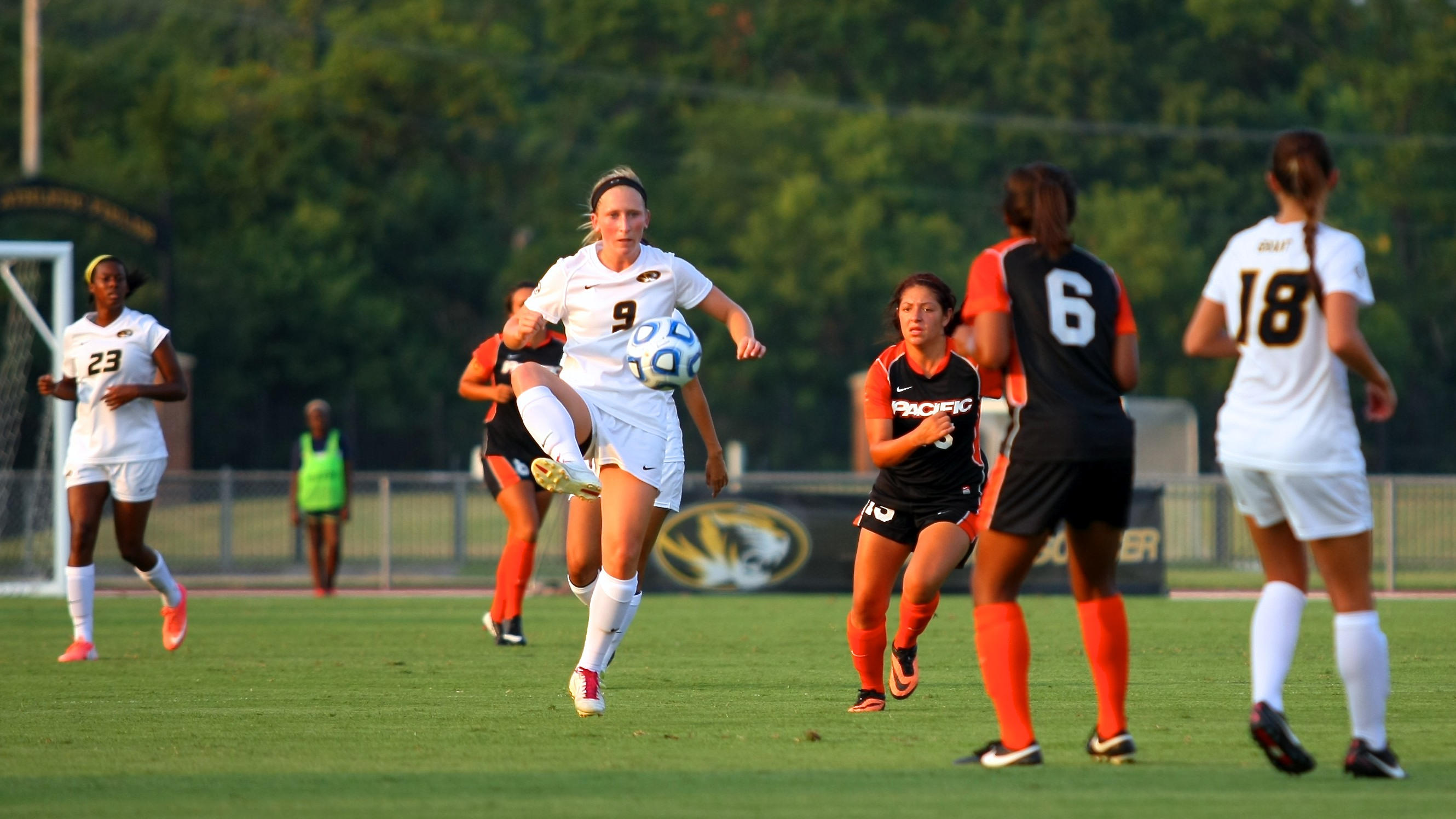
اف سی کانزاس سیتی
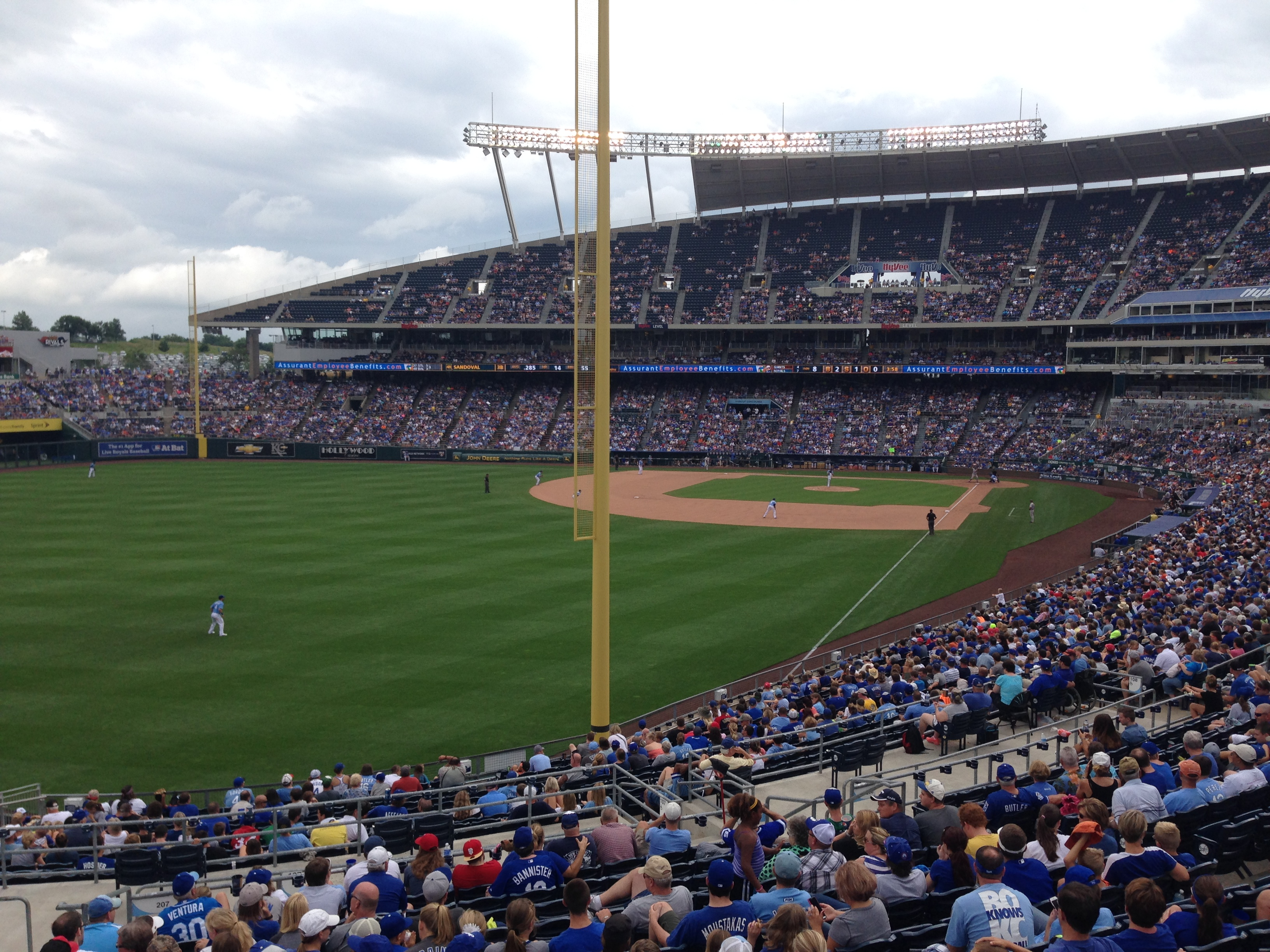
کانزاس‌سیتی رویالز
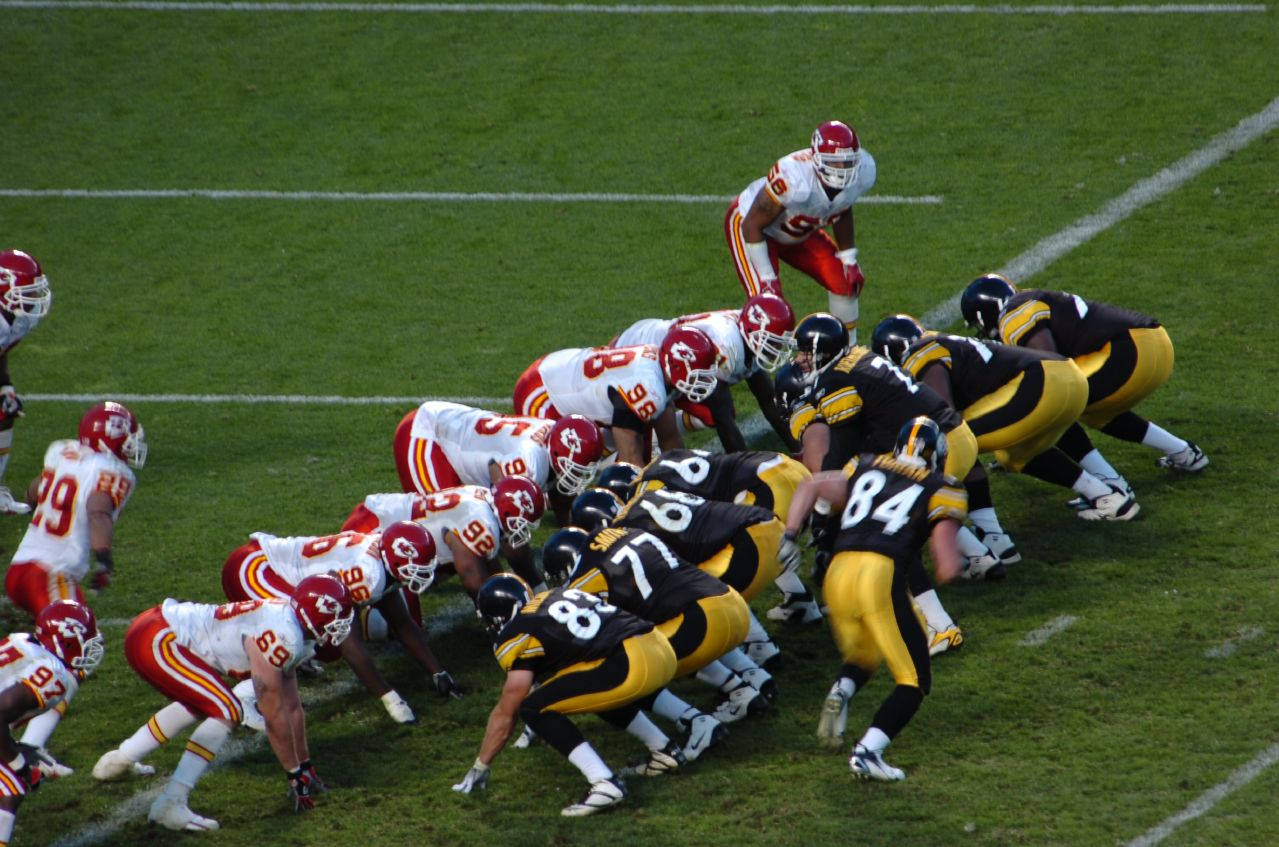
قرمزپوشان کانزاس سیتی چیفس
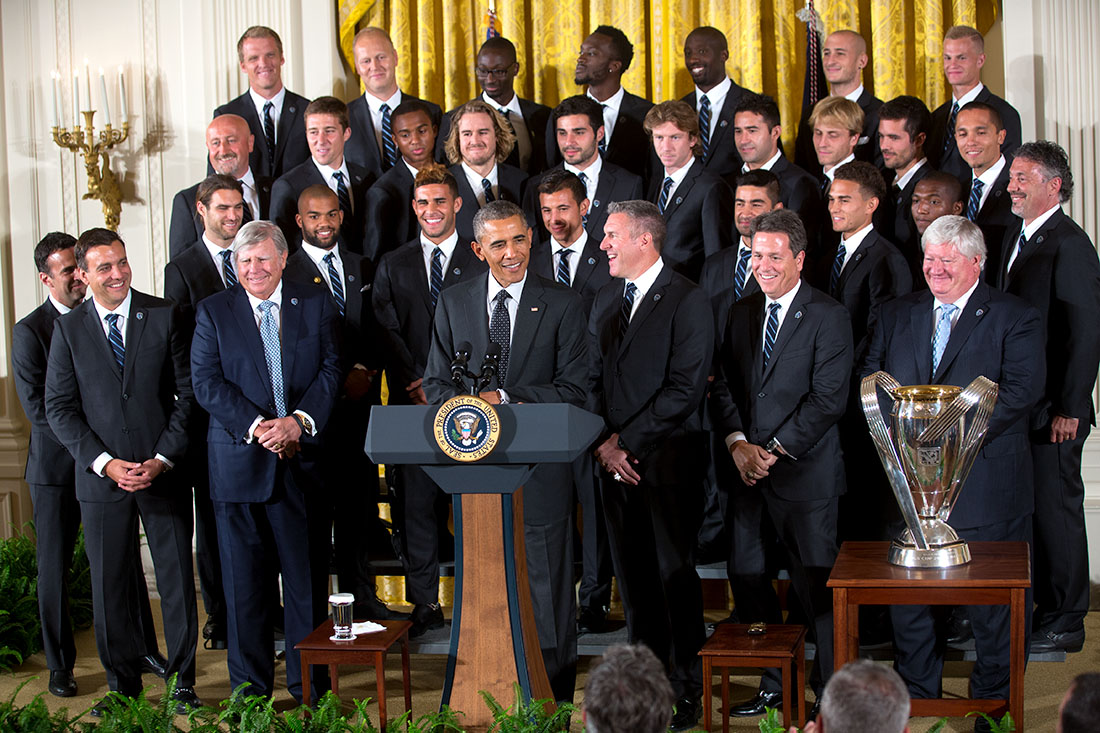
اسپورتینگ کانزاس سیتی میهمان کاخ سفید پس از قهرمانی در لیگ در سال ۲۰۱۳

## حمل و نقل
فرودگاه بین‌المللی کانزاس‌سیتی دارای طرحی منحصربه‌فرد می‌باشد که زمان رفت‌وآمد بین هواپیما تا ترمینال را بسیار تقلیل می‌دهد. فرودگاه چارلز ب. ویلر داونتاون فرودگاه دوم شهر است.
بزرگشهر کانزاس سیتی دو فرودگاه دیگر نیز دارد که عبارتند از فرودگاه شهری لیز سامیت و فرودگاه اجرایی شهرستان جانسن.
این شهر دو بزرگراه کمربندی دارد و بزرگراه میان‌ایالتی ۷۰، بزرگراه میان‌ایالتی ۲۹، و بزرگراه میان‌ایالتی ۳۵ از این شهر عبور می‌کنند.
یونیون استیشن نام ایستگاه مرکزی راه‌آهن شهر است. نمودار زیر فواصل تقریبی و جهات جغرافیایی شهرهای بزرگ اطراف کانزاس سیتی را نشان می‌دهد.

## مراکز علمی-فرهنگی
این شهر نزدیک به ۱۰ مؤسسه آموزش عالی معتبر دارد که در این میان دانشگاه پارک و دانشگاه راکهرست در میان موسسات خصوصی، و دانشگاه میزوری در کانزاس سیتی در میان موسسات دولتی بزرگترین آنها هستند. در این میان می‌توان از سه دانشگاه علوم پزشکی نام برد:
- دانشکده علوم‌پزشکی دانشگاه میزوری در کانزاس‌سیتی
- دانشکده علوم پزشکی دانشگاه کانزاس
- دانشگاه علوم زیستی و پزشکی کانزاس سیتی

بیمارستان کودکان مرسی از مهمترین بیمارستانهای تخصصی کودکان در ایالت‌های غرب میانه آمریکا محسوب می‌گردد.
موزه و کتابخانه ریاست جمهوری هری ترومن در این شهر قرار دارد. کتابخانه عمومی کانزاس‌سیتی نیز ده شعبه و بیش از یکصد و چهل سال قدمت دارد. اما نفیس‌ترین کتب در این میان را می‌توان در کتابخانه لیندا هال یافت.

## نگارخانه

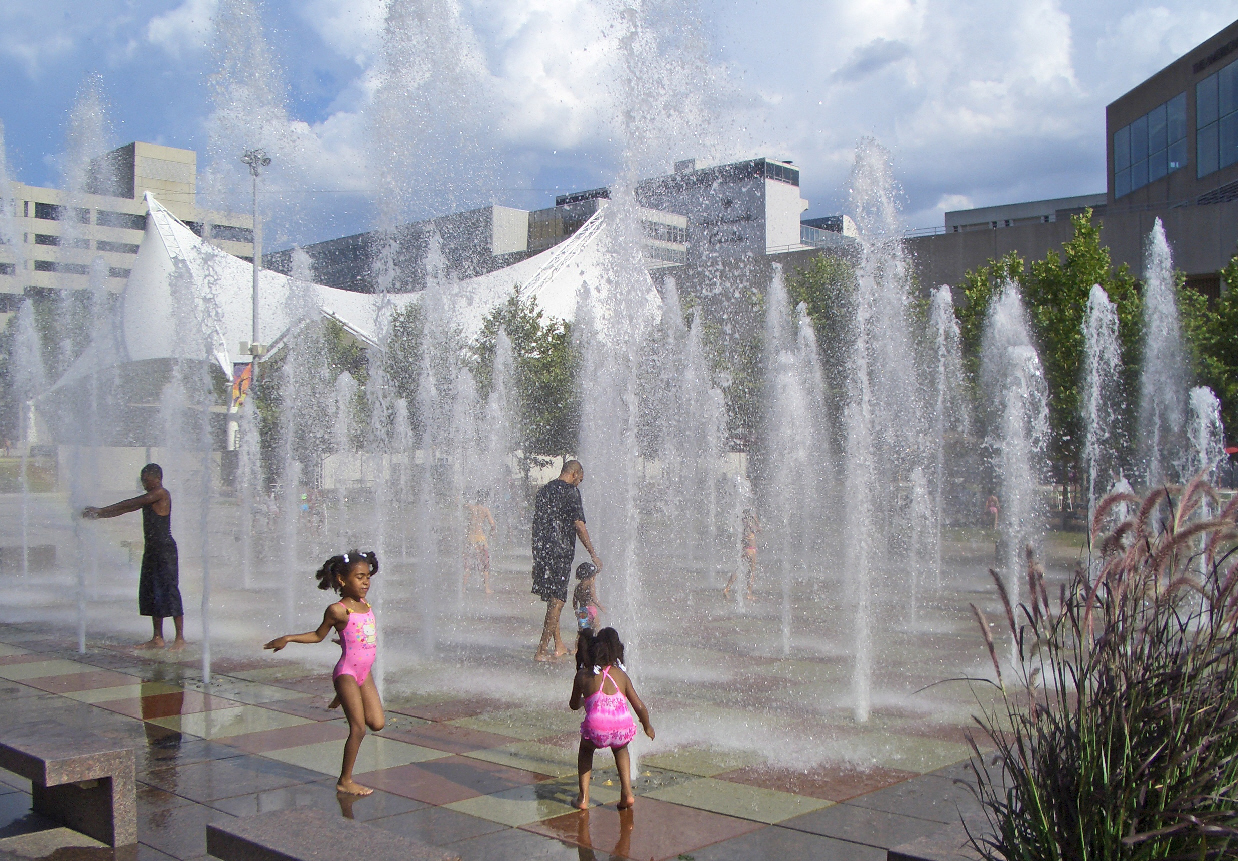
فواره‌های آب در مرکز خرید کراون سنتر
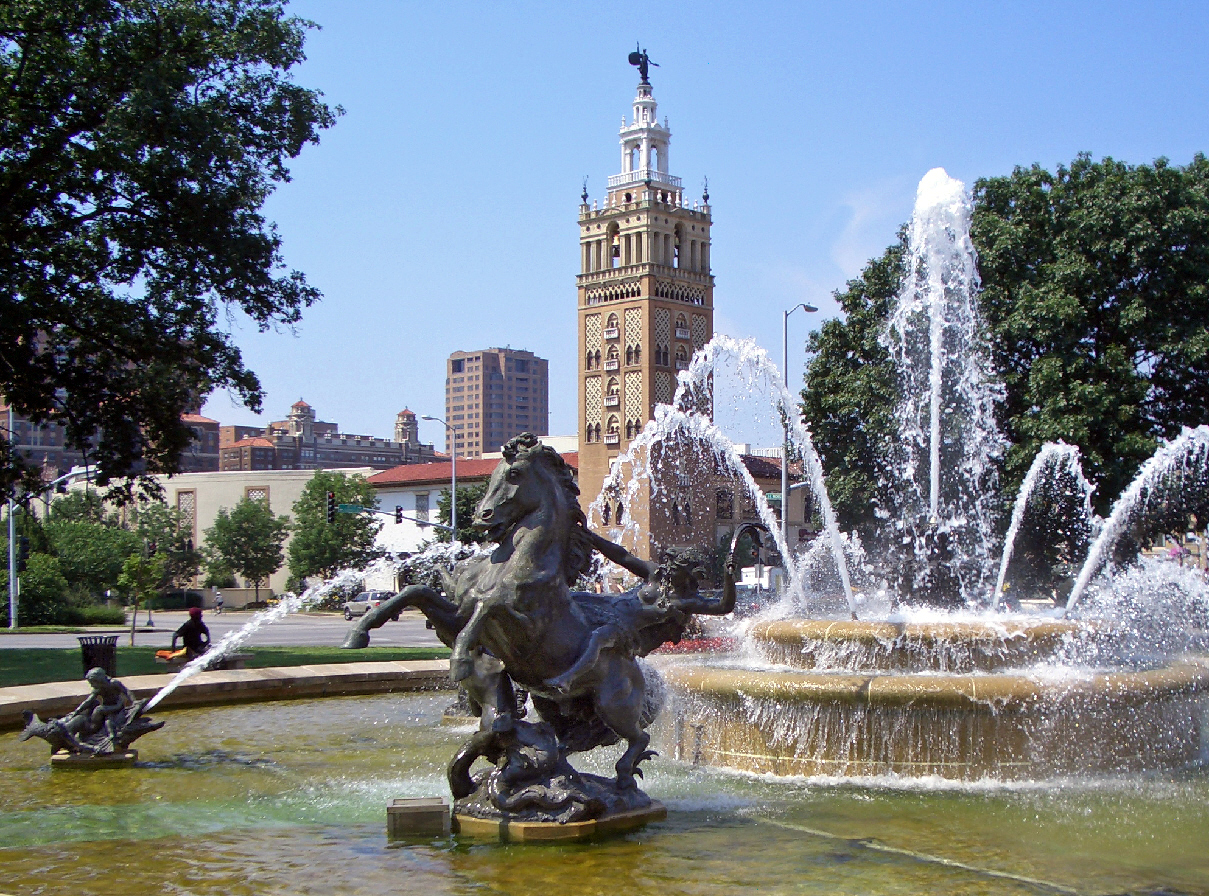
کانتری کلاب پلازا و برج الخیرالده
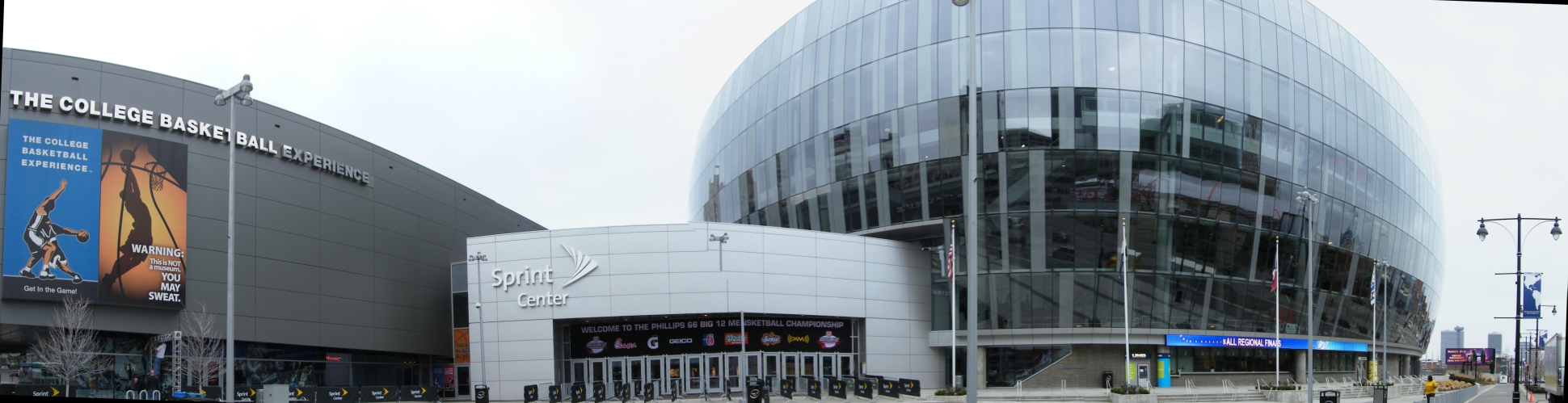
اسپرینت سنتر
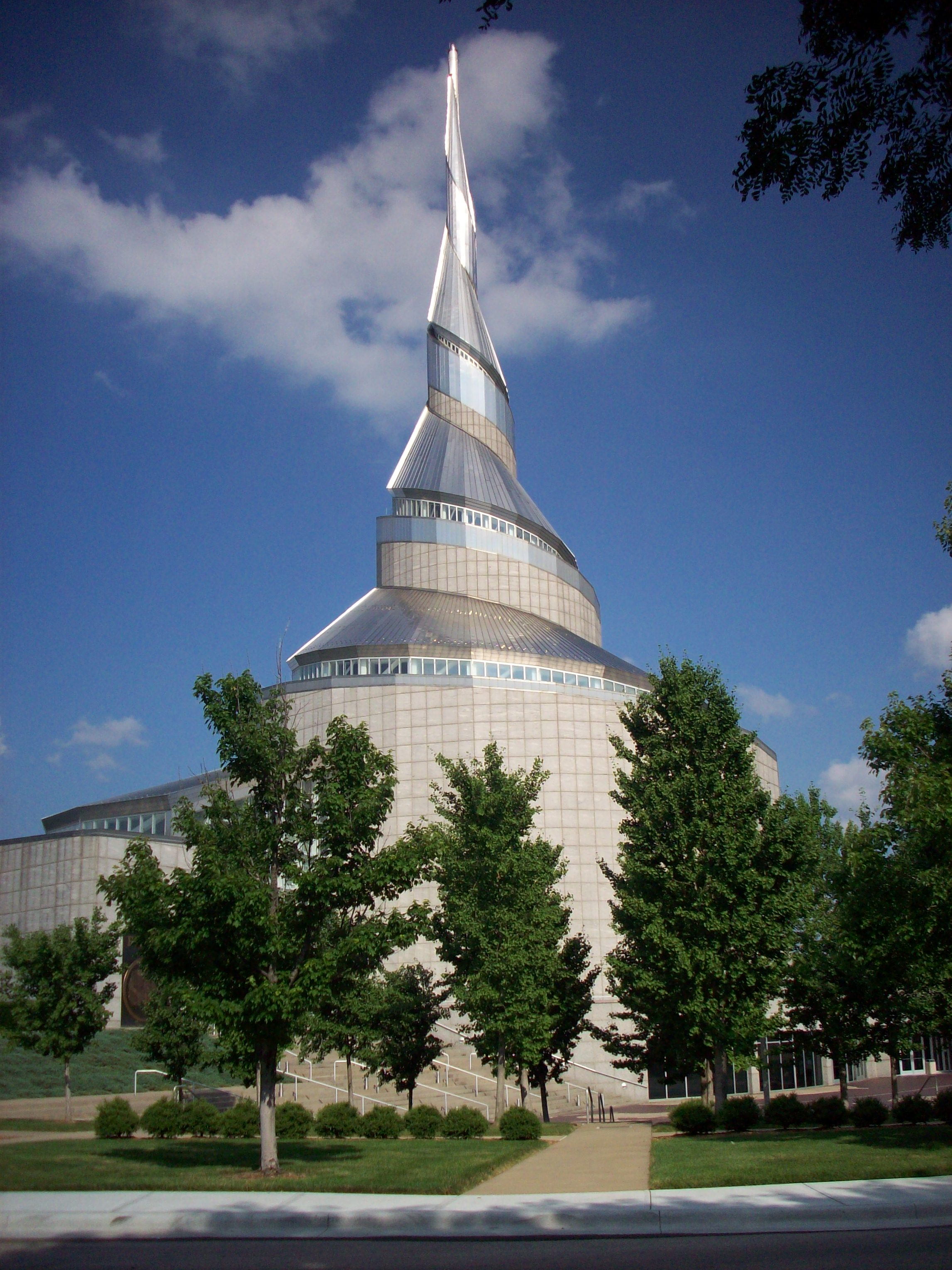
معبد استقلال
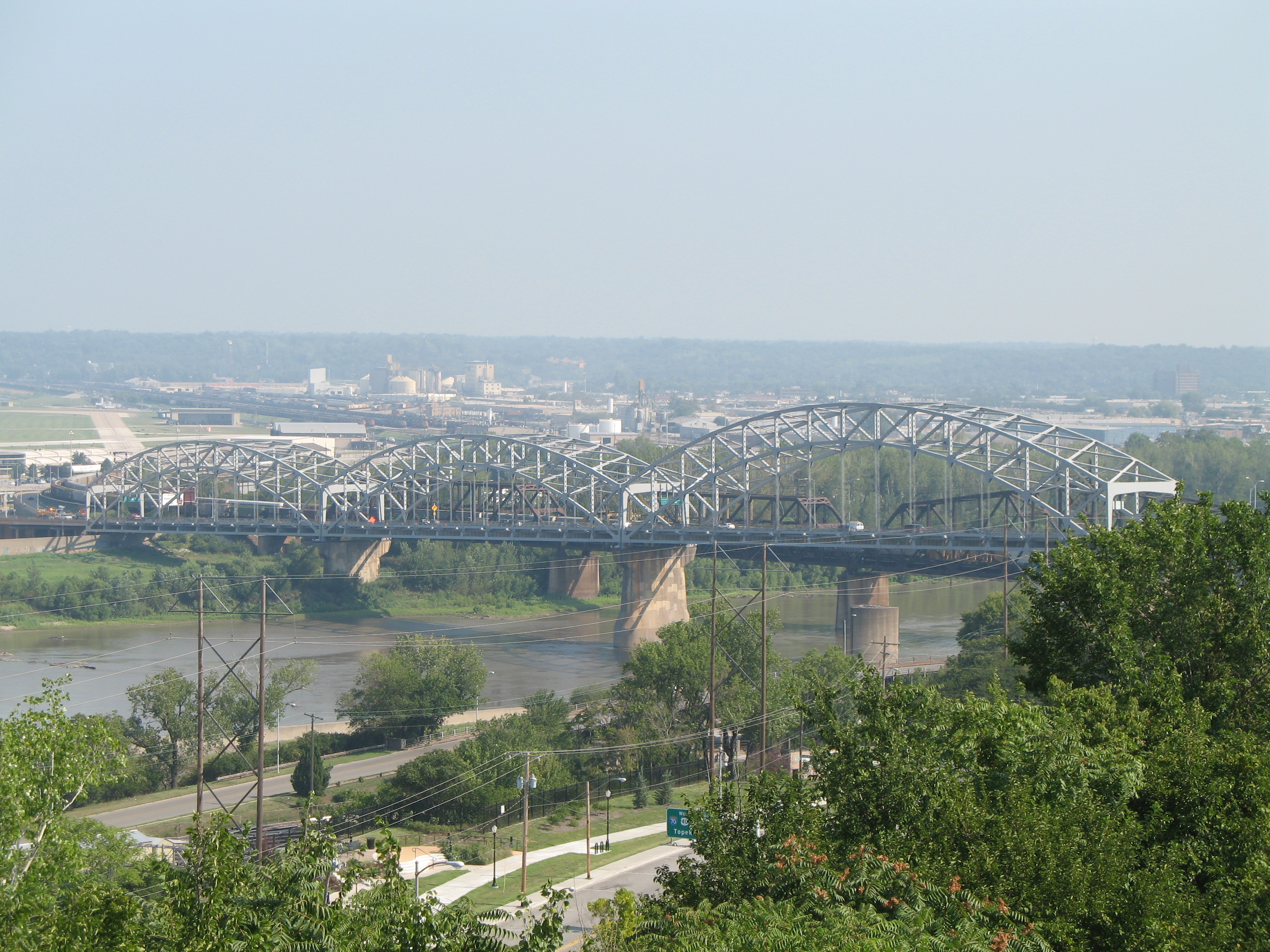
پل برادوی
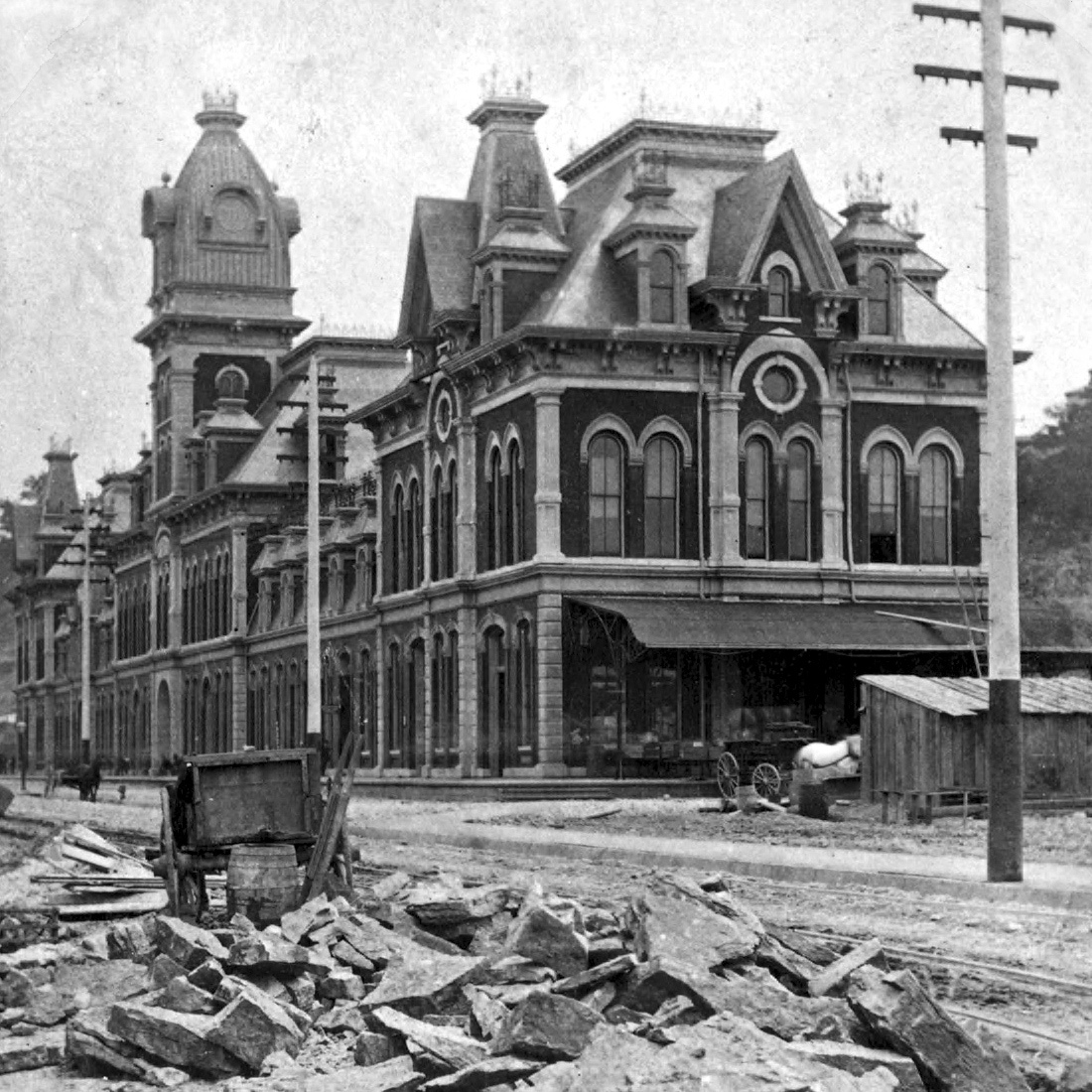
ایستگاه راه آهن شهر در سال ۱۸۷۸
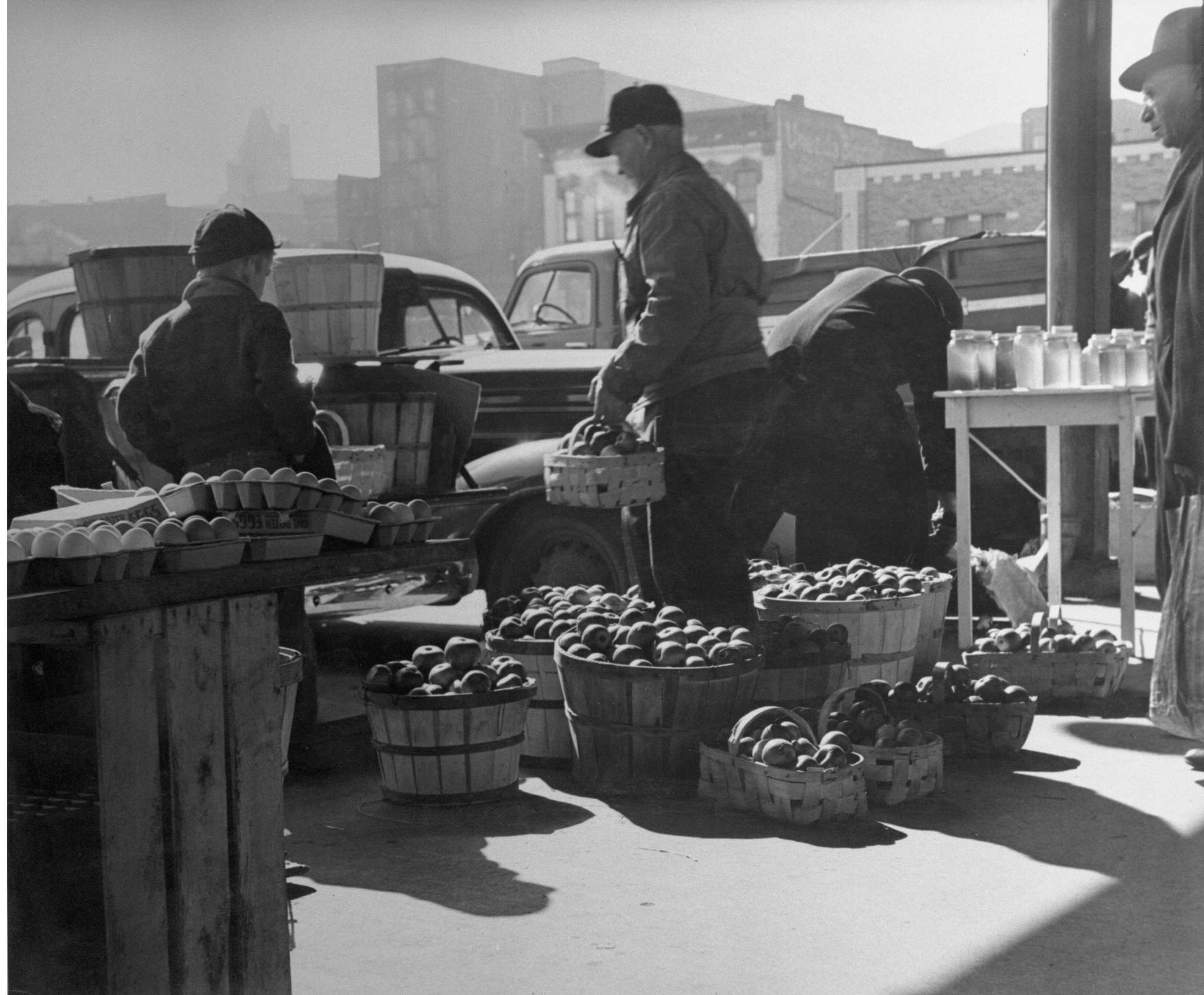
بازار میوه ریور مارکت در سال ۱۹۵۰
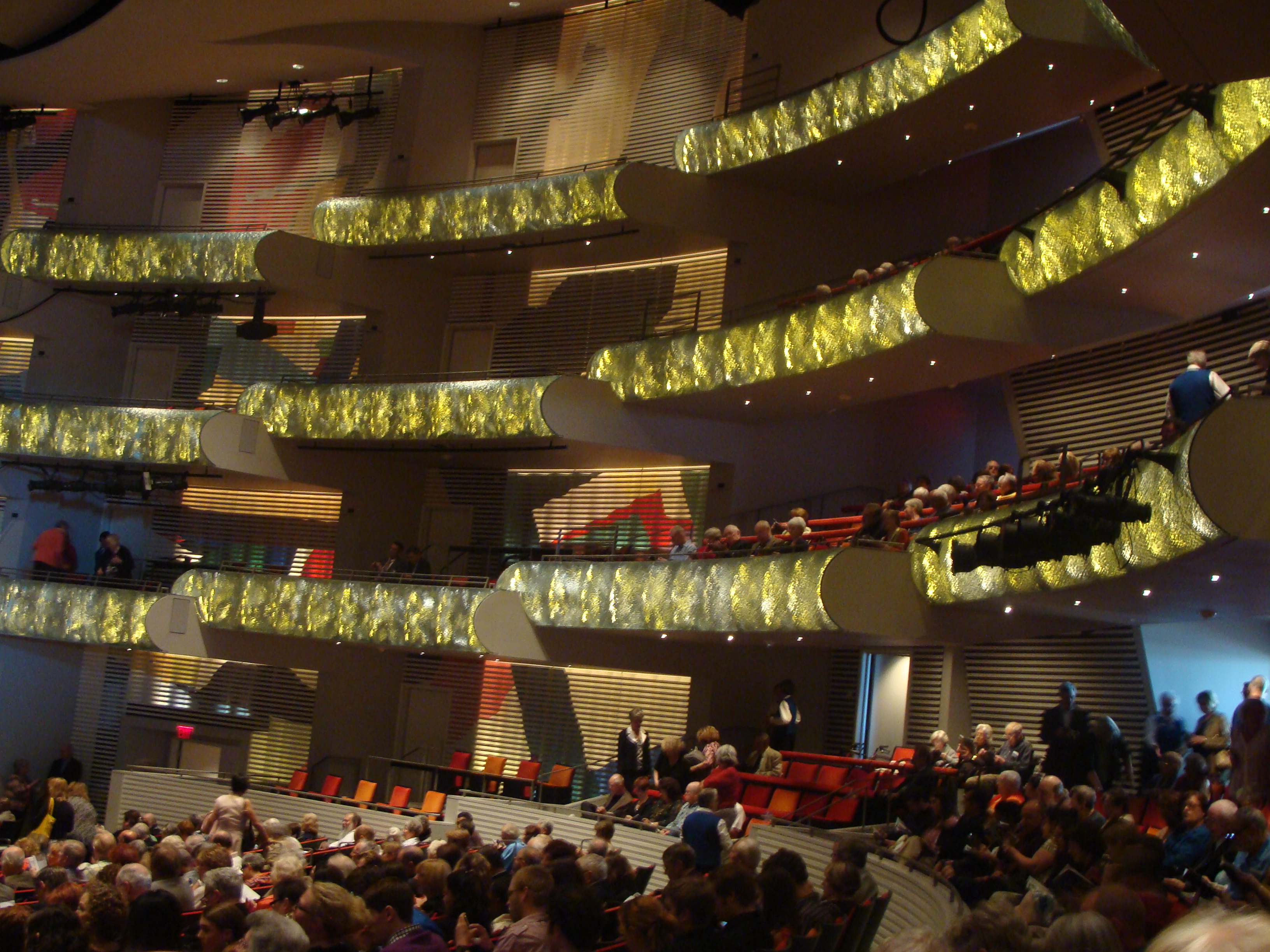
مرکز هنرهای نمایشی کافمن
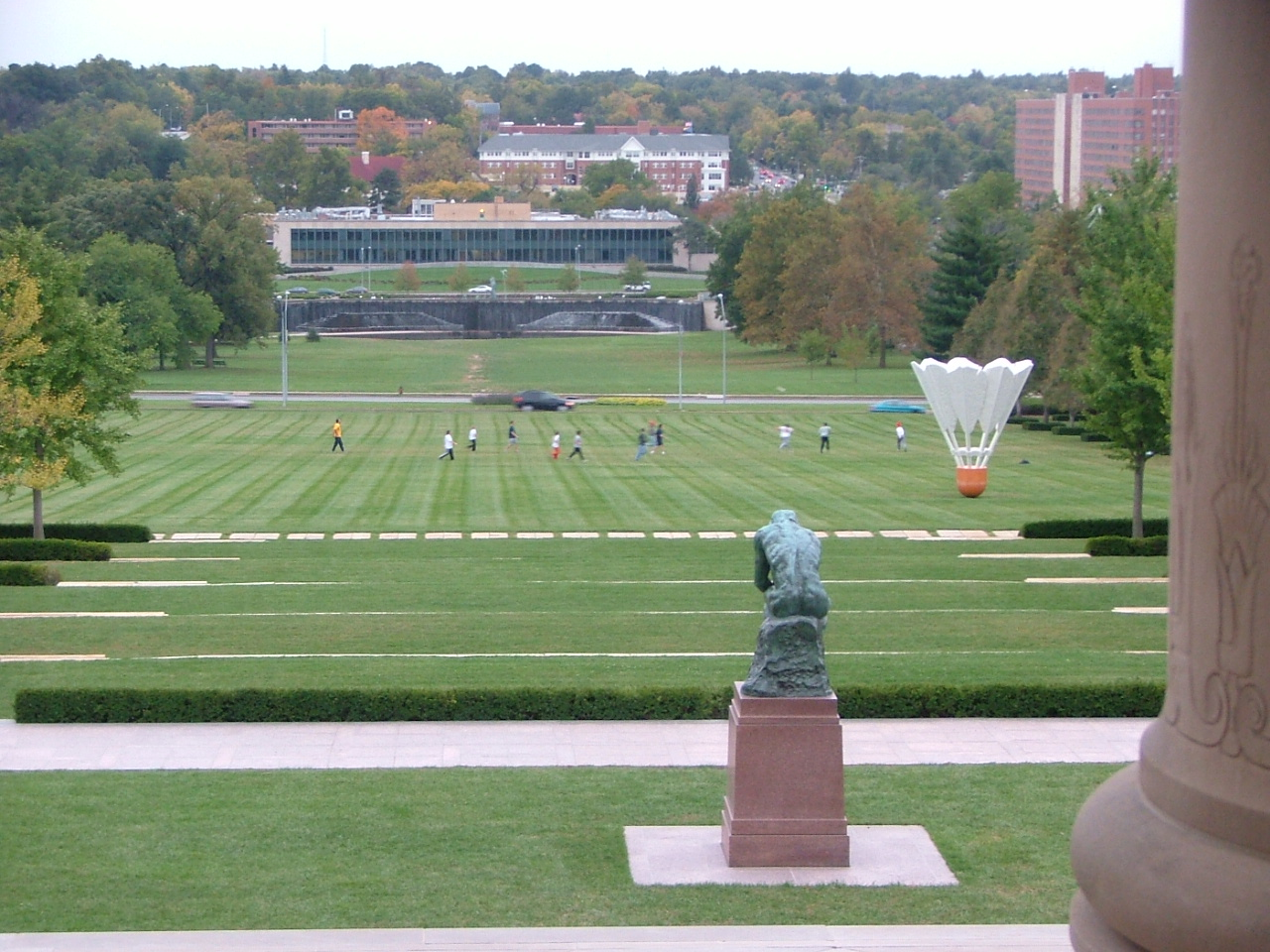
فضای مقابل موزه هنر نلسون اتکینز